# Monika Vana
Monika Vana, née le 14 septembre 1969 à Vienne, est une femme politique autrichienne membre des Verts - L'Alternative verte. Elle est députée européenne de 2014 à 2024.

## Biographie
Elle est élue en 2014 au Parlement européen, où elle siège dans le groupe des Verts/Alliance libre européenne. Elle est membre de la commission des budgets et de la commission du développement régional, ainsi que membre suppléante de la commission de l'emploi et des affaires sociales et de la commission des droits de la femme et de l'égalité des genres. Elle est réélue en 2019 et ne se représente pas en 2024.